# Крістофоро Ронкаллі
Крістофоро Ронкаллі (італ. Cristoforo Roncalli; 1553, Помаранчо — 1626, Рим) — італійський художник доби пізнього італійського маньєризму.

## Життєпис
- Народився в містечку Помаранче неподалік від Пізи.
- Художню освіту опановував у місті Флоренція.
- 1575 року перебрався на працю у місто Сієна. Серед творів цього періоду вівтар «Мадонна з немовлям, святими Агатою та Антонієм Падуанським»
- 1582 року він покинув Сієну і перебрався на працю у папський Рим. Першою важливою роботою в столиці папської дердави були дві фрески в ораторії Св. Хреста в церкві Сан-Марчелло-аль-Корсо. Фрески в Сан-Марчелло, як і фрески в приватних каплицях були цілком в стилістиці пізнього італійського маньєризму.
- Наприкінці 16 століття в картинах для церков Крістофоро Ронкаллі надавав більше уваги реалістичним деталям та драматичному освітленню.
- 1600 рік папа риський зробив роком ювілею, тому очікували хвилю паломників і нових грошей, а храми міста ремонтували і рикрашали фресками. До урочистостей у Римі Крістофоро Ронкаллі створив фреску «Хрещення імператора Константина», можливо кращу серед його творів для католицької церкви. Керівником фрескових циклів і їх програм був художник Кавалер д'Арпіно.
- В останні роки життя Крістофоро Ронкаллі працював над фресками для приміщення нової скарбниці в Лорето.

## Обрані твори (галерея)

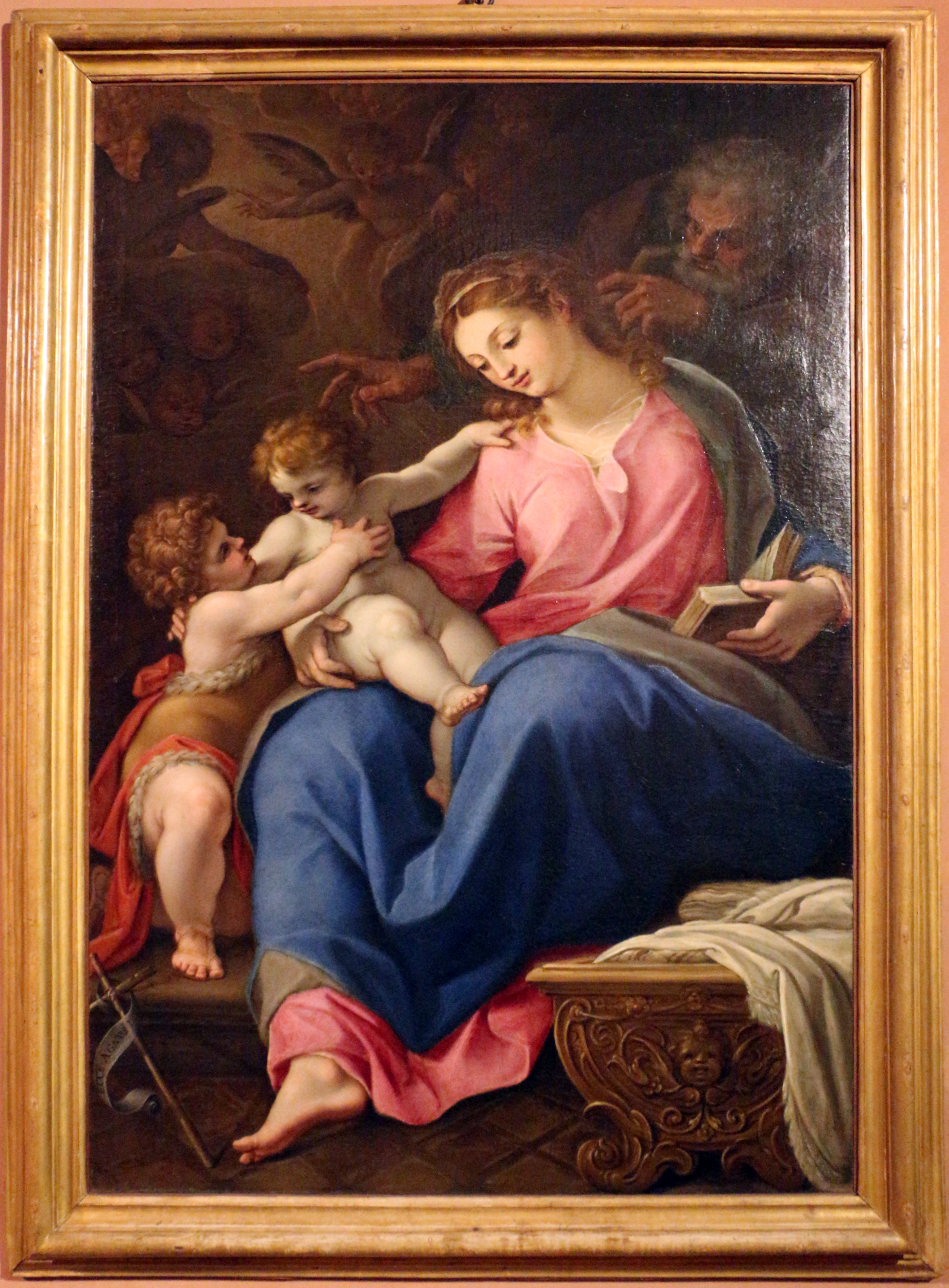
Крістофоро Ронкаллі. «Свята Родина з Іваном Хрестителем»
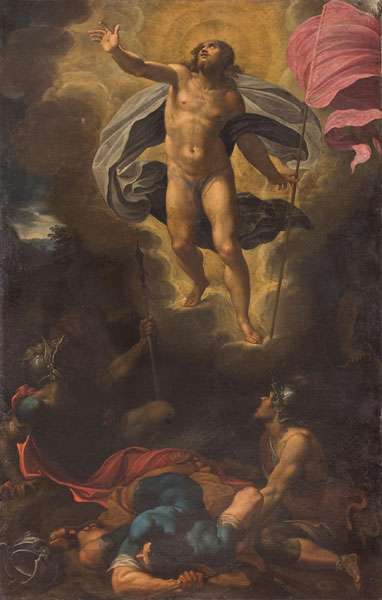
Крістофоро Ронкаллі. «Воскресіння Господнє»
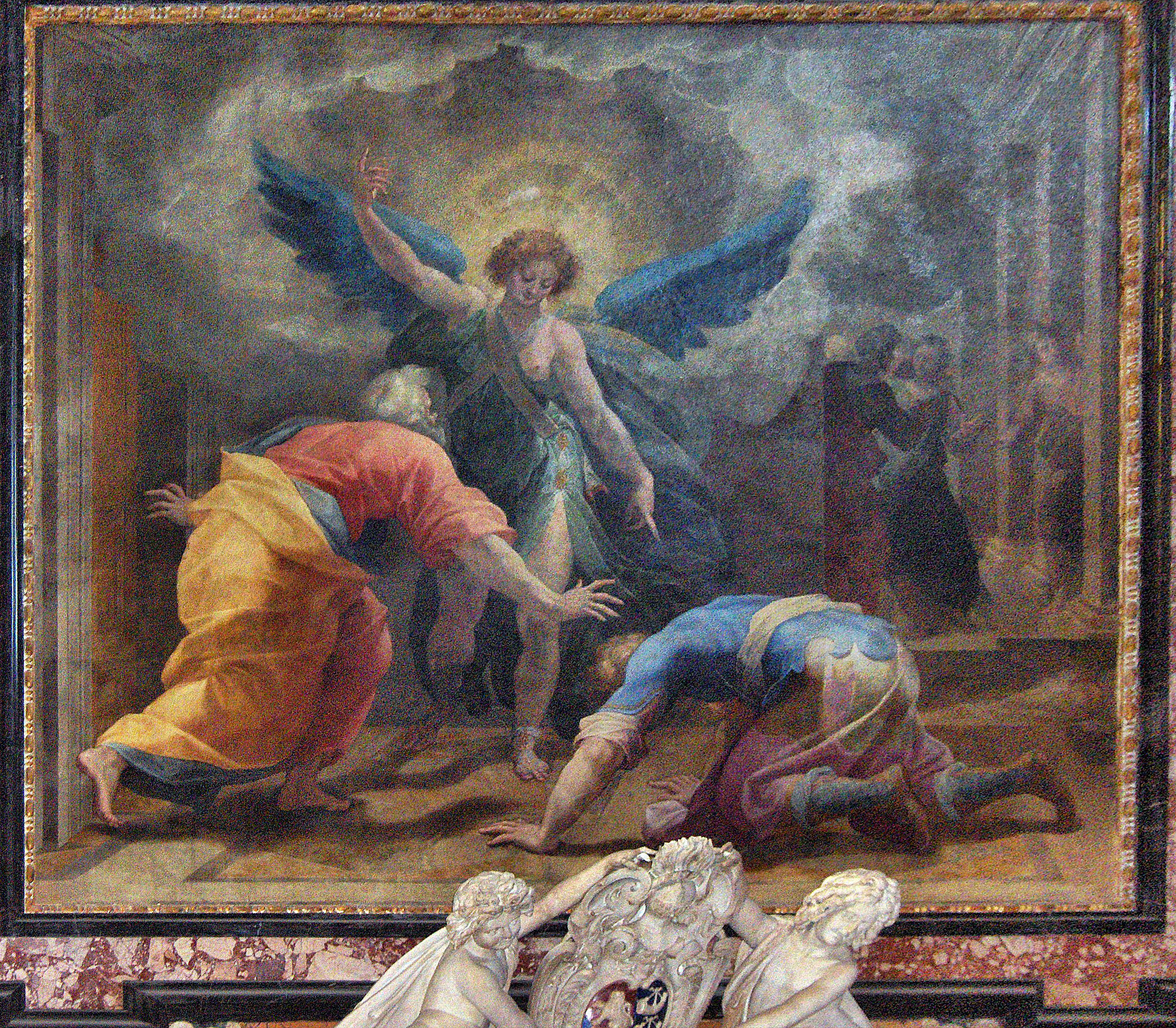
Крістофоро Ронкаллі. «Товій перед янголом»
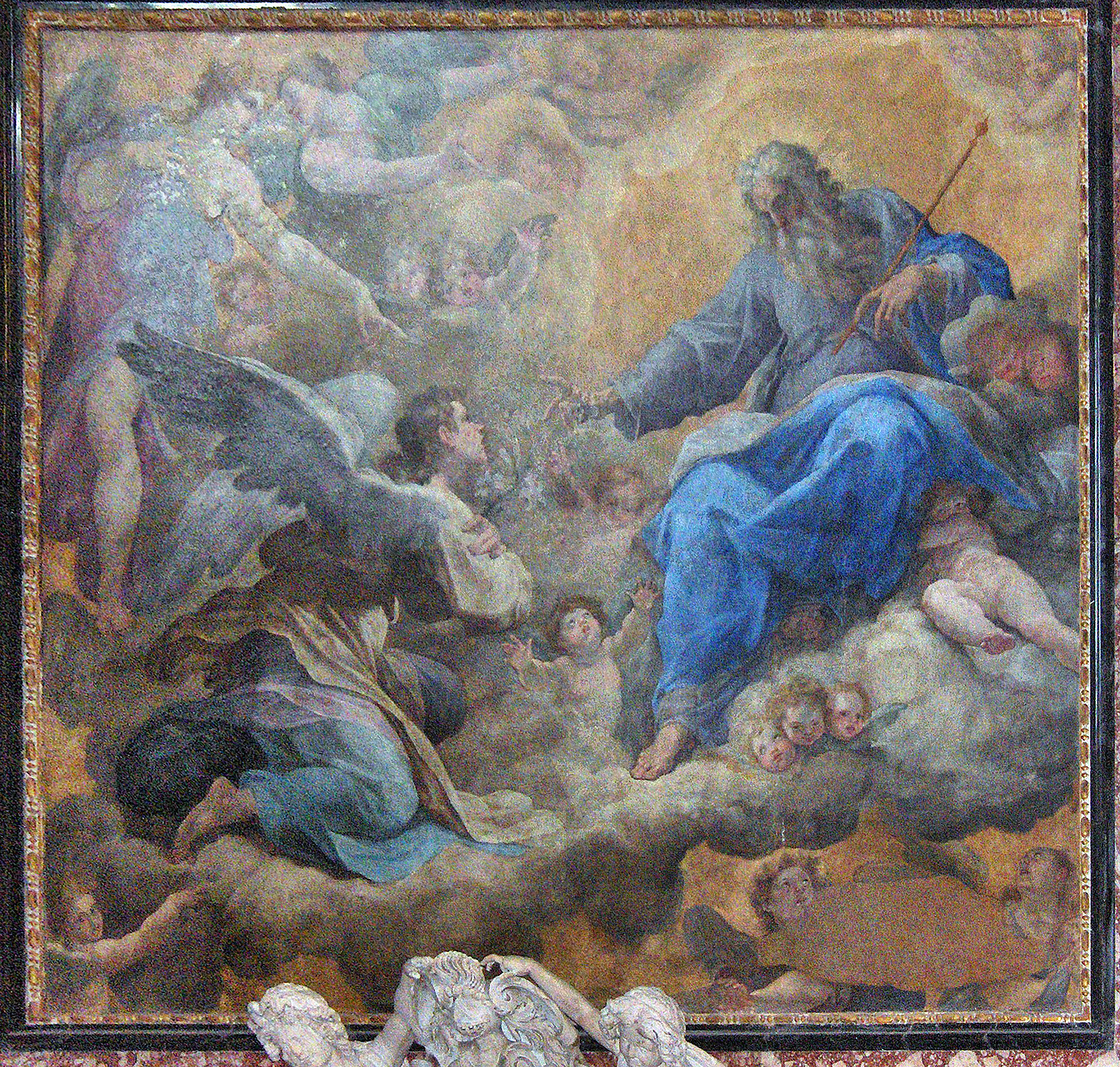
Крістофоро Ронкаллі. «Янголи перед Творцом»

## Фрески палацу Колонна, Рим

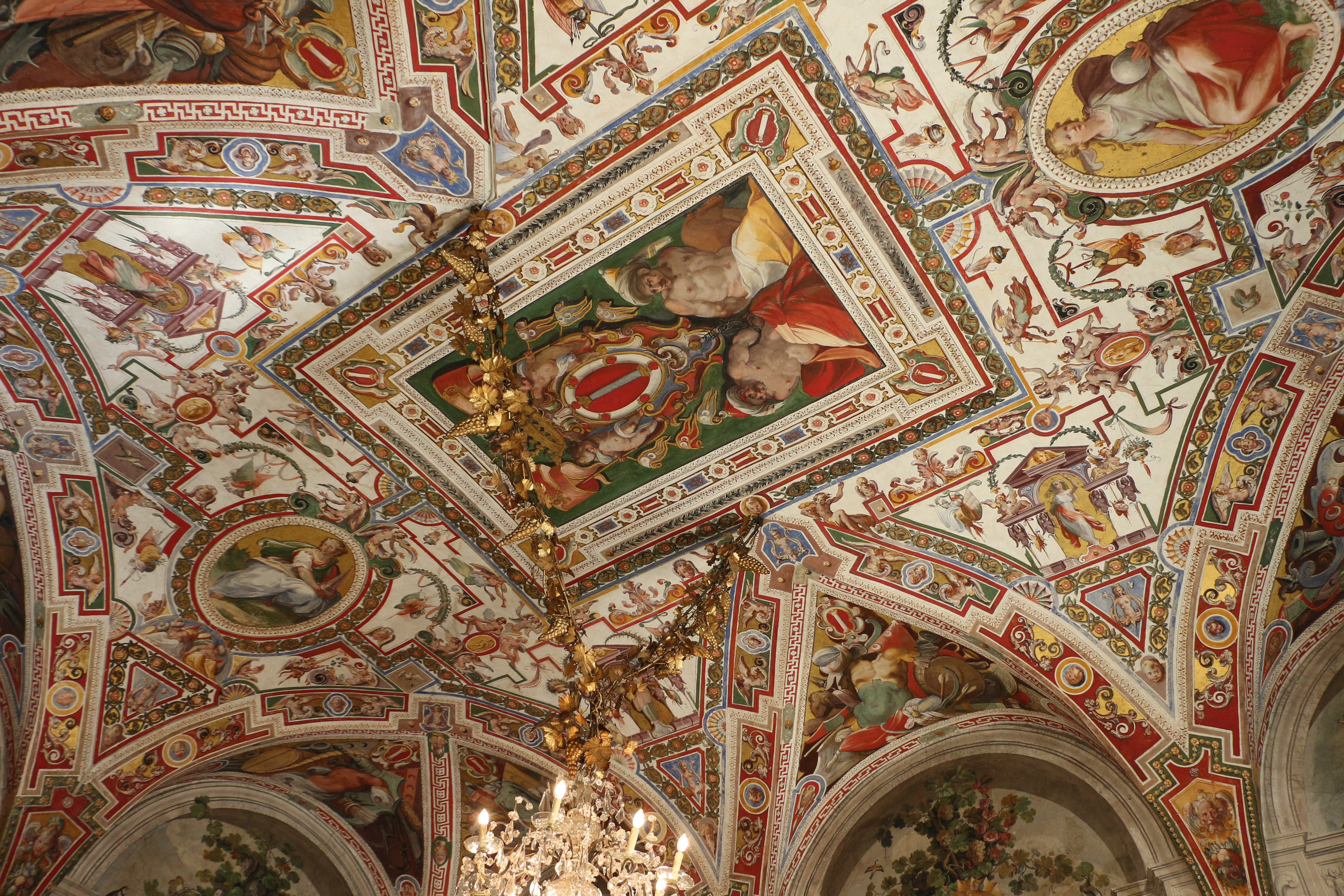
Худ. Крістофоро Ронкаллі. Палац Колонна, Рим. Фрески на стелі апартаментів принцеси Ізабелли.

Художники-фрескісти Італії з давніх-давен працювали не тільки на створенням фресок для храмів, ними вони декорували і палаци князів і вельмож. В добу відродження коло замовників фресок для світських споруд збільшилось. Унікальний цикл фресок зі знаками зодіаку був створений у палаці Скіфанойя у місті Ферара. Легендою стануть світські фрески пензля Андреа Мантенья в місті Мантуя (Фреска в Камері дельї Спозі. 1474 р.). Школою для художників Італії на століття стануть світські фрески в палаццо Фарнезіна в Римі пензля Рафаеля Санті. Так, в 16 столітті декоративні фрески у власному будинку створив для себе Джорджо Вазарі в місті Ареццо.
Крістофоро Ронкаллі ще в роки праці в місті Сієна отримав замову на створення фресок в палаццо Бінді Сергарді (тема за твором «Метаморфзи» Овідія).
Розкішні, безсюжетні фрески на стелі апартементів принцеси Ізабелли були створені Крістофоро Ронкаллі в палаці Колонна. В них панувала симетрія і рідкісна колористична гама. Зовнішньо фрески нагадували арабський килим з його різноманітними кольоровими смугами. Але фрески роботи К. Ронкаллі з помічниками були помітним кроком уперед в опануванні орнаментальної стихії і творчої переробки гротеску як орнаментального італійського типу.

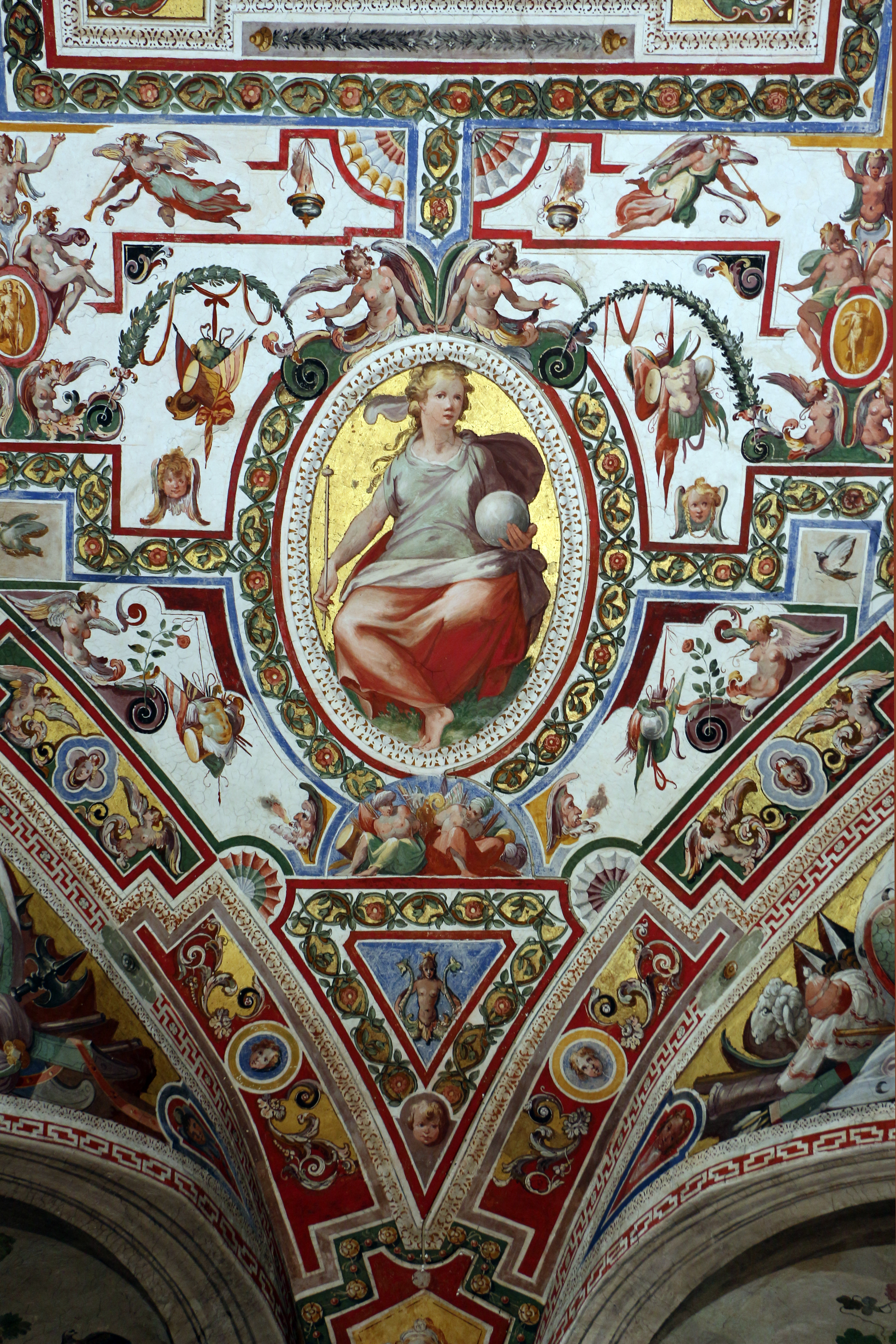
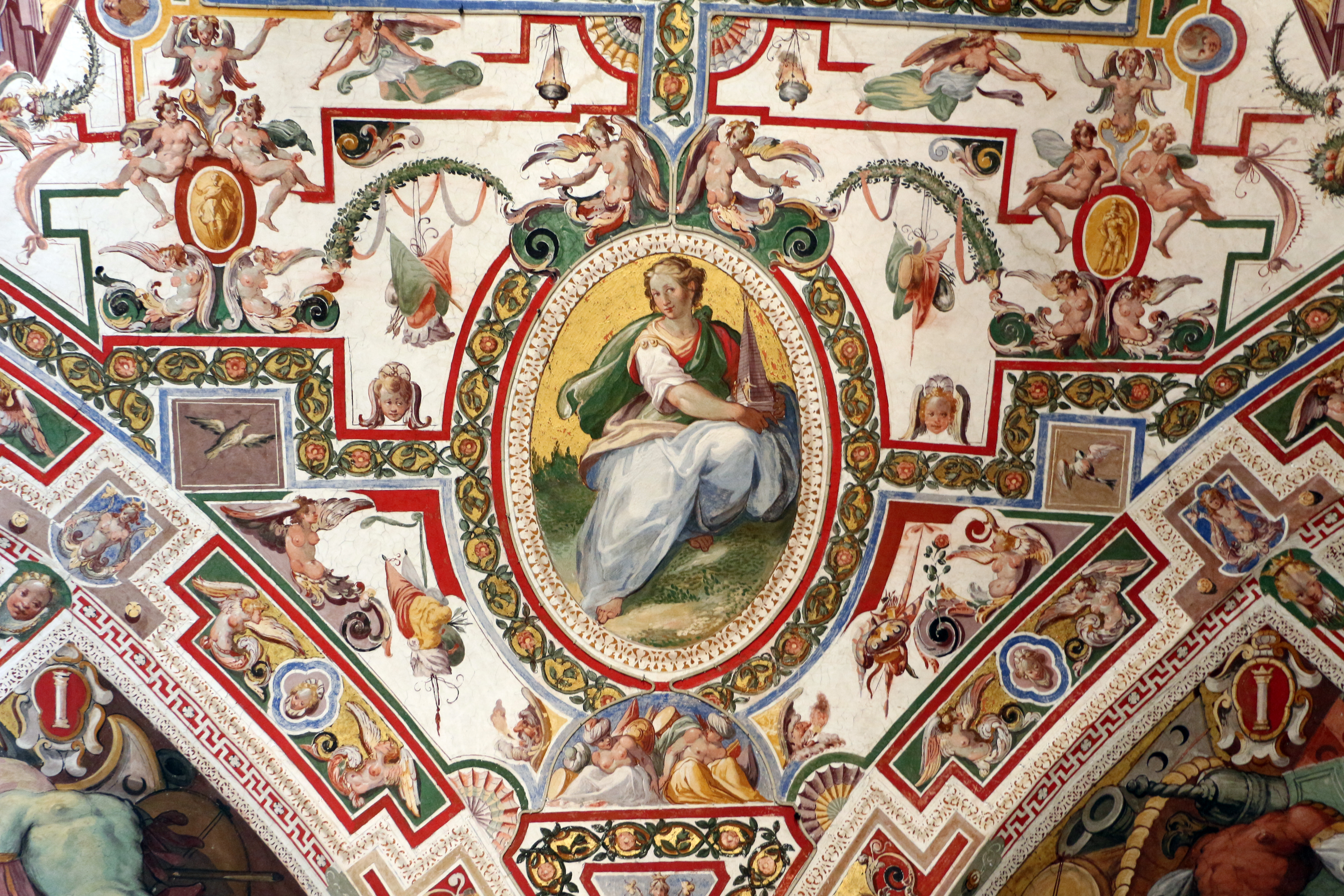
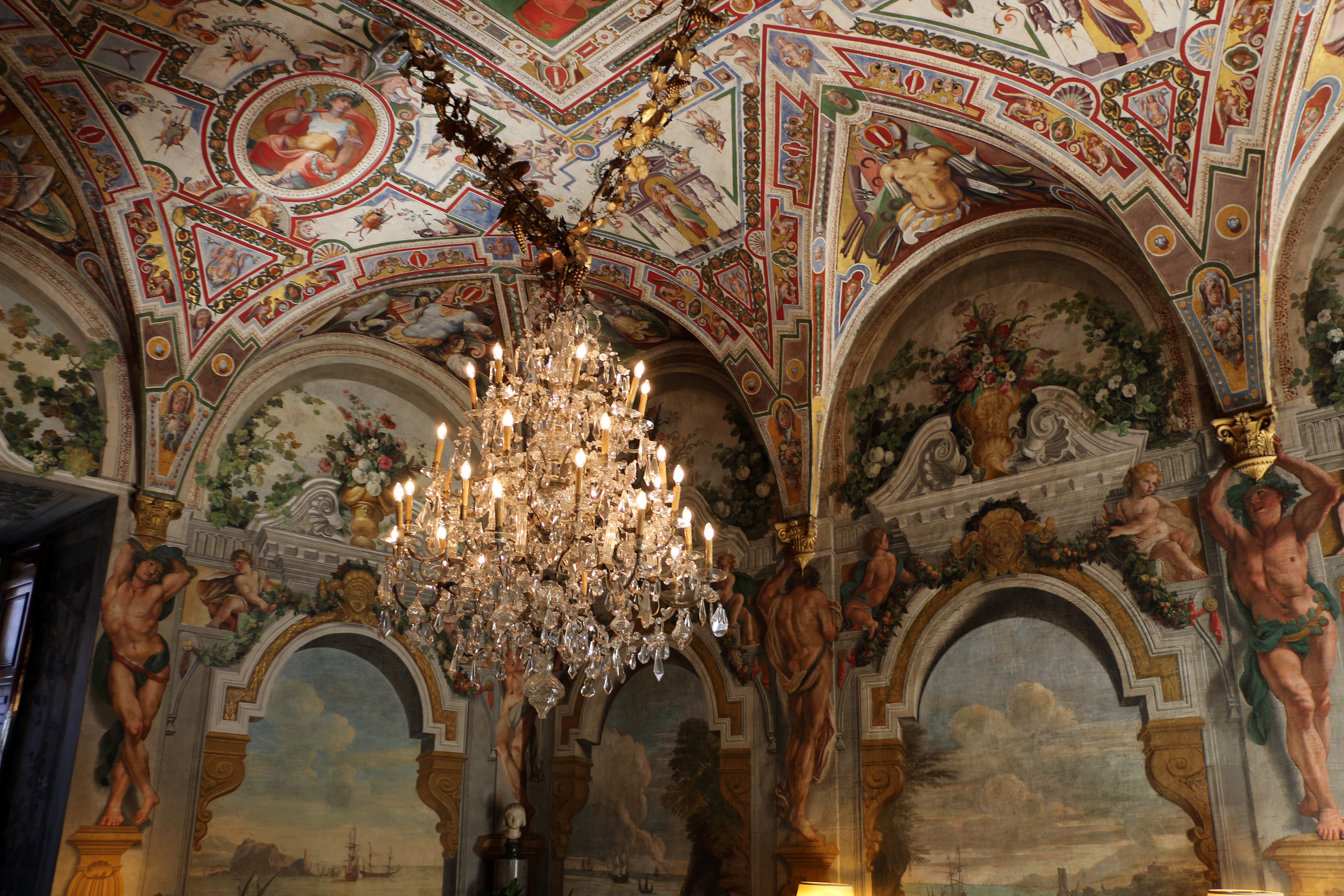
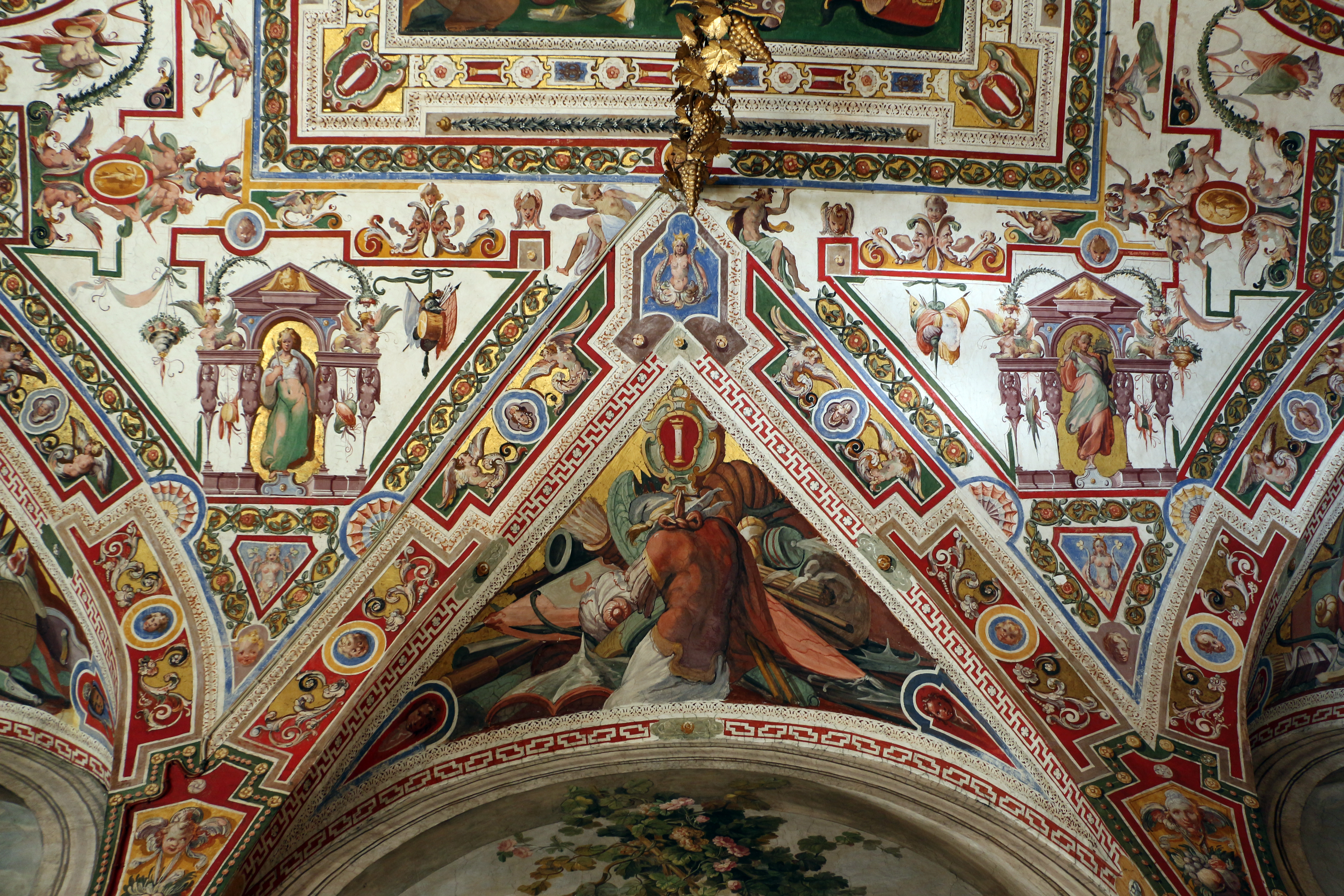
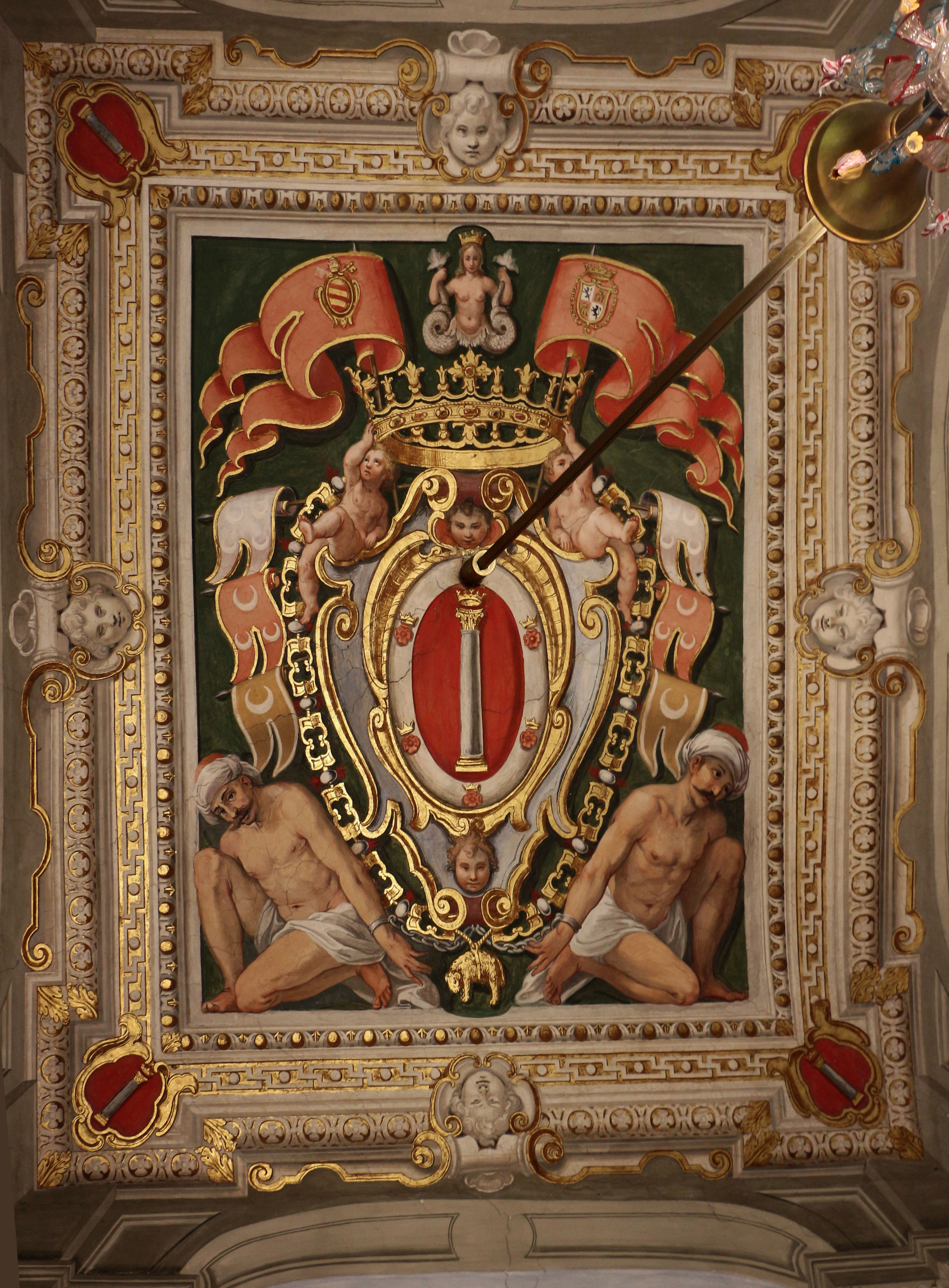